# Kamchatka (film)
Pour les articles homonymes, voir Kamtchatka (homonymie).
Pour plus de détails, voir Fiche technique et Distribution.
Kamchatka est un film argentin réalisé par Marcelo Piñeyro, sorti en 2002. Écrit par le réalisateur et Marcelo Figueras, il raconte l'histoire d'une famille qui se cache pour échapper à la dictature argentine.
Kamchatka représente l'Argentine aux Oscars en 2003 mais n'est pas nommé. Marcelo Piñeyro écrit une novélisation du scénario également intitulée Kamchatka.

## Synopsis
En Argentine en 1976, peu après l'installation de la dictature militaire, un enfant de 10 ans raconte quelques mois de l'histoire de sa famille.
Alarmés par des disparitions et des assassinats dans leur entourage, le père, avocat, et la mère, scientifique, décident de quitter Buenos Aires pour se cacher à la campagne avec leurs deux fils de six et dix ans. Ceux-ci sont laissés dans l'ignorance des raisons de tous ces bouleversements mais reçoivent de strictes consignes de sécurité : interdiction de téléphoner, code pour une fuite immédiate, itinéraire à suivre... Tous les membres de la famille doivent changer de nom et pour faciliter l'appropriation ludique de ces changements par les enfants, le père propose que chacun fasse son choix en fonction de ses goûts. Grand admirateur de Harry Houdini, prestidigitateur et roi de l'évasion, l'aîné choisit de s'appeler Harry tandis que le benjamin préfère Simon en référence au Saint ; le père opte pour David Vincent, les garçons étant de fidèles téléspectateurs des Envahisseurs.
Les parents sont constamment aux aguets et bien que personne n'exprime sa peur, des signes d'angoisse apparaissent : la mère fume compulsivement, le plus jeune recommence à faire pipi au lit. Mais il y a également des moments de bonheur et de tendresse : une musique qui permet à toute la famille de danser, un week-end chez les grands-parents ainsi que les parties de TEG (jeu de stratégie, équivalent argentin de Risk). Lors d'une dernière partie le père apprend à son fils, qui semble sans espoir, réduit au Kamtchatka, que résister est peut-être ne pas renoncer même si la partie semble perdue. On doit résister, et être patient : la partie peut tourner et celui qui semblait irrémédiablement vaincu retrouvera ses droits.

## Fiche technique
- Titre : Kamchatka
- Réalisation : Marcelo Piñeyro
- Scénario : Marcelo Piñeyro et Marcelo Figueras
- Direction musicale : Bingen Mendizábal
- Direction artistique :  Jorge Ferrari et Juan M. Roust
- Costumes : Ana Markarián et Magalí Izaguirre
- Photographie : Alfredo Mayo
- Son : Carlos Abate et Jose Luis Díaz
- Montage : Juan Carlos Macias
- Production : Oscar Kramer, Pablo Bossi et Francisco Ramos
- Sociétés de production : Patagonik Film Group et Alquimia Cinema
- Budget : $8 000 000
- Langue originale : espagnol
- Pays d'origine : Argentine
- Format : Couleurs - 35 mm - 2,35:1 - Dolby Digital
- Genre : drame, historique
- Durée : 106 minutes
- Dates de sortie :

Argentine : 17 octobre 2002
France : 1er décembre 2004

## Distribution
- Ricardo Darín : le père, alias David Vincent
- Cecilia Roth : la mère
- Matías Del Pozo (id) : Harry
- Milton De La Canal : Simon, alias Microbe
- Héctor Alterio : le grand-père
- Fernanda Mistral : la grand-mère
- Tomás Fonzi : Lucas
- Nicolás Cantafio : Bertuccio
- Mónica Scapparone : la mère de Bertuccio
- Evelyn Domínguez : Niña Morena
- Leticia Brédice : le professeur

## Accueil

### Récompenses et distinctions
Récompenses
- Association des critiques de cinéma argentins 2003 - Condor d'argent du meilleur son : Carlos Abbate et José Luis Díaz
- Festival international du film de Carthagène 2003 - Catalina de Oro du meilleur scénario : Marcelo Figueras et Marcelo Piñeyro
- Festival international du nouveau cinéma latino-américain de La Havane 2003 - Meilleur scénario : Marcelo Piñeyro
- Festival international du film de Vancouver 2003 - Meilleur film étranger
- Young Artist Awards 2003 - Prix collectif dans un film étranger : Tomás Fonzi, Matías Del Pozo et Milton De La Canal

Sélections
- Kamchatka représente l'Argentine aux Oscars en 2003 mais n'est pas nommé
- Association des critiques de cinéma argentins 2003 - Condor d'argent du meilleur acteur : Ricardo Darín ; Meilleure direction artistique : Jorge Ferrari ; Meilleure photographie : Alfredo F. Mayo ; Meilleur scénario original : Marcelo Figueras et Marcelo Piñeyro
- Festival international du film de Carthagène 2003 - Catalina de Oro du meilleur film
- Festival international du film de Flandres 2003 - Grand Prix : Marcelo Piñeyro

### Critique
Kamchatka est généralement bien accueilli par les critiques.
Ils notent que Marcelo Piñeyro réussit, avec ce film sincère et émouvant, à traiter de la dictature argentine au travers d'une chronique intimiste, lui donnant une dimension universelle sur l'amour et la perte,. La dictature n'est jamais montrée mais ressentie dans les regards des parents toujours sur leur garde et quelques questions inquiètes des enfants moins inconscients qu'il n'y paraît : « Ils arrêtent aussi les avocats ? ». Ou encore grâce à des métaphores telles que le feuilleton Les Envahisseurs, Houdini le roi de l'évasion, la lutte entre les agresseurs et les résistants dans le jeu de stratégie TEG ; cette dernière métaphore évite les explications laborieuses et met en évidence la transmission tacite de valeurs comme l'espoir et la perséverance à travers le jeu,. Le dernier jeu annonce également la longue attente que l'enfant devra vivre, sous la dictature, espérant qu'un jour la "partie" change et justice soit rendue. Par ailleurs, les personnages ne sont désignés que par leur nom d'emprunt ce qui semble indiquer qu'on leur a déjà volé leur identité.
Inversement, le réalisateur souligne la force des sentiments qui unissent la famille. Les parents, essayant de faire bonne figure, entourent leurs enfants d'attention, d'affection et de tendresse, seule protection dérisoire de leur innocence contre la violence ambiante,. Les époux, très épris l'un de l'autre, profitent de chaque occasion de se manifester leur sentiment amoureux (une danse, une soirée sous un ciel étoilé...) comme si c'était la dernière fois. Tous ces éléments contribuent à rendre d'autant plus poignante la scène finale où les parents, se sachant condamnés, abandonnent leurs enfants après les avoir confiés à leurs grands-parents dans l'espoir de les sauver,.
La qualité de l'interprétation est soulignée par tous les critiques, que ce soit celle de Ricardo Darín, de Cecilia Roth et surtout du jeune Matías Del Pozo sur les épaules duquel repose la crédibilité de cette vision enfantine d'une dictature particulièrement cruelle,,,.